# Roseanne Barr
Roseanne Cherrie Barr (Salt Lake City, Utah, 1952. november 3. –) Golden Globe- és Primetime Emmy-díjas amerikai humorista, író, producer, színész és elnökjelölt. 
Stand-up komikusként kezdte karrierjét, majd az önmagáról elnevezett televíziós sorozatáról lett ismert.

## Életpályája
Helen és Jerry Barr gyermekeként született, szülei zsidó bevándorlók voltak. Apai nagyapja vezetéknevét, a „Borisofsky”-t „Barr”-ra változtatta, miután az Egyesült Államokba érkezett. Szülei titkolták zsidó származásukat.
16 éves korában elütötte egy autó, agysérülést szenvedett. Viselkedése annyira megváltozott, hogy nyolc hónapot kórházban töltött.
1970-ben, amikor 18 éves volt, azt mondta a szüleinek, hogy két hétre elmegy Coloradóba egy barátjához, de soha nem tért vissza.
A rá következő évben babája született, akit örökbefogadásra ajánlott fel. 17 évvel később újra összejöttek.
Coloradóban stand-up előadásokat tartott, többek között Denverben. Később fellépett a The Comedy Store-ban is, 1985-ben pedig már a The Tonight Show-ban is szerepelt.
1980-ban kezdett stand-upolni. A nyolcvanas-kilencvenes években hírnevet szerzett magának a sorozatában nyújtott szerepével. 1990-ben botrányba keveredett, amikor Amerika himnuszát, a The Star-Spangled Banner-t adta elő egy baseballmeccsen. Miután a himnuszt sokak szerint tiszteletlen módon énekelte, megragadta a lágyékát és köpött egyet. Ezt a nagyközönség felháborodással fogadta, George H. W. Bush akkori elnök pedig „tiszteletlennek” nevezte.
Politikai szempontból is aktív. A 2012-es választáson 70.000 szavazatot kapott, mint a baloldali Béke és Szabadság Pártja elnökjelöltje. Miután 2018-ban a sorozat folytatódott, Donald Trump felhívta Barrt, hogy gratuláljon a műsor eredményeiért és megköszönje a támogatást. Barr több kritikát is kapott személyes támadások miatt, illetve azért, mert összeesküvés-elméleteket és álhíreket terjeszt.
A Roseanne 2018-ban újraindult az ABC műsorán. Habár sikeres volt, mégis törölték, mivel Barr Twitterén olyan megjegyzést tett, amely rasszistának számított. Maga Barr „rossz viccnek” nevezte.

## Filmográfia

### Film
| Év   | Magyar cím                                                   | Eredeti cím                              | Szerep                          | Magyar hang    |
| ---- | ------------------------------------------------------------ | ---------------------------------------- | ------------------------------- | -------------- |
| 1989 | Nőstényördög                                                 | She-Devil                                | Ruth Patchett                   | Pécsi Ildikó   |
| 1989 | Nőstényördög                                                 | She-Devil                                | Ruth Patchett                   | Kiss Erika     |
| 1990 | Nicsak, ki beszél még!                                       | Look Who's Talking Too                   | Julie (hangja)                  | Borbás Gabi    |
| 1991 | Rémálom az Elm utcában 6. – Freddy halála: Az utolsó rémálom | Freddy's Dead: The Final Nightmare       | gyermektelen nő                 |                |
| 1993 | Néha a csajok is úgy vannak vele                             | Even Cowgirls Get the Blues              | Madame Zoe                      |                |
| 1995 | Egy füst alatt – Beindulva                                   | Blue in the Face                         | Dot                             | Kocsis Mariann |
| 1997 | Botrány TV                                                   | Meet Wally Sparks                        | önmaga (cameo)                  |                |
| 2000 | Cecil B. Demented                                            | Cecil B. Demented                        | önmaga (cameo)                  |                |
| 2001 | Kismocsok                                                    | Joe Dirt                                 | Joe Dirt anyja (törölt jelenet) |                |
| 2004 | A legelő hősei                                               | Home on the Range                        | Terka (hangja)                  | Kocsis Mariann |
| 2014 |                                                              | Master of the Good Name                  | Ruth nagyi                      |                |
| 2016 |                                                              | Roseanne for President! (dokumentumfilm) | önmaga                          |                |

### Televízió
- General Hospital (1963)
- Roseanne (1988-2018)
- Férfiak városa (1991)
- The Larry Sanders Show (1993-1995)
- Űrbalekok (1997)
- A dadus (1997)
- A nevem Earl (2006)
- A hivatal (2013)
- Tini nindzsa teknőcök (2013-2014)
- A Miller család (2014)